# Supergiant Games
Supergiant Games est un studio de développement américain de jeux vidéo fondé en 2009 à San Francisco.

## Histoire
Supergiant Games a été fondé par Amir Rao et Gavin Simon en 2009. Anciens employé de Electronic Arts, ils ont travaillé sur la série Command & Conquer. Ils sont rejoint par l'artiste Jen Zee, qui deviendra par la suite la directrice artistique du studio. Ils embauchent également le musicien Darren Korb pour réaliser la musique de leur premier jeu. 
Ils développent leur premier jeu, Bastion, qui sort le 16 aout 2011 sur PC et Xbox 360. Lors de sa première année, le jeu s'est écoulé à plus de 500 000 exemplaires. Le jeu est particulièrement reconnu pour ses graphismes et sa musique,.
À la suite du succès de ce premier jeu, le studio annonce le 19 mars 2013 leur second jeu, Transistor. Le jeu sort finalement le 20 mai 2014 sur PC, Playstation 4 et Nintendo Switch. En 2015, le studio annonce avoir vendu 600 000 copies en Janvier, puis que le million de ventes est dépassé en fin d'année.
Le 19 avril 2016, le studio annonce son troisième jeu, Pyre, sur PC et Playstation 4. Le jeu sort le 25 juillet 2017.
Lors des Game Awards 2018, le studio annonce son nouveau projet, Hades, qui s'inspire de la mythologie grecque. Le jeu est dans un premier temps disponible en accès anticipé en exclusivité sur l'Epic Games Store. Le jeu sort en version définitive le 17 septembre 2020 sur PC et Nintendo Switch. Le jeu sera ensuite rendu disponible sur Playstation 4, Playstation 5, Xbox One et Xbox Series le 13 août 2021. Lors de la cérémonie des Game Awards 2020, le jeu est nommé dans plusieurs catégories majeures, dont « Meilleur jeu », « Meilleure direction artistique » ou « Meilleure musique » et est récompensé de plusieurs prix, notamment celui de « Meilleur jeu indépendant ».
En 2022, le studio annonce la suite d'Hades, Hades II. Comme le premier opus, le jeu sort dans un premier temps en accès anticipé, le 6 mai 2024, avec une sortie prévue pour 2025.

## Ludographie
- 2011 : Bastion
- 2014 : Transistor
- 2017 : Pyre
- 2020 : Hades
- à venir : Hades II